# Limbus
Limbus (en llatí limbus, plural limbi, en grec antic παρυφή) era la vora d'una túnica o d'una bufanda romana, sobretot la del vestit d'una dona, segons Virgili i Servi Maure Honorat.
Aquest ornament, quan es portava a la túnica, era fet d'una manera molt senzilla. Normalment es brodava o teixia a la mateixa peça, i de vegades tenia un color escarlata o porpra sobre un fons blanc. De vegades semblava que fossin fulles brodades, o volutes a imitació de les usades a l'arquitectura, segons Ovidi. Les persones elegants portaven unes tires de porpra entreteixides amb fil d'or, i Plutarc diu que amb aquesta mena de limbus es va vestir una vegada Demetri Poliorcetes. També Virgili parla d'una bufanda enriquida amb or a la Eneida.
Una tira ornamental que envoltava les temples o la cintura també s'anomenava limbus. Més tard, del limbus se'n va dir lorum, i els vestits que portaven una ratlla o més d'una s'anomenaven monolores, dilores, trilores, etc. Els fabricants de limbi eren anomenats limbolarii.
Segons el Diccionari català-valencià-balear l'actual paraula llimbs, que no s'usa en singular en català, deriva del limbus, un lloc entre el cel i l'infern on en alguns períodes l'església catòlica havia determinat que anaven els innocents que morien sense batejar.